# Mbidjen
Mbidjen fou una posició militar francesa a la Gran Costa, prop de Mboro.
El 6 de desembre de 1860 un destacament del segon esquadró va sortir d'Oran cap al Senegal manat pel tinent coronel Combalot amb un centenar d'homes i es va unir a la columna de la infanteria colonial de Louis Faidherbe, participant en l'operació del Cayor, arribant a Benou, Mboro (on es va establir una posició militar) i finalment a Mbidjen (on també es va establir una posició militar) pacificant tota la regió. El 12 de gener de 1861 les forces del damel del Cayor foren derrotes i es va establir una tercera posició militar a Lompoul.